# 高崎市立中央小学校
高崎市立中央小学校（たかさきしりつ ちゅうおうしょうがっこう）は、群馬県高崎市常盤町にある公立小学校。

## 沿革
出典
- 1873年（明治6年）5月12日 - 宮元町2番地に鞘町小学校として創立。
- 1877年（明治10年）
  - 1月10日 - 高崎小学校と改称。
  - 日付不明 - 鞘町小学枚焼失。宮元町石上寺跡（現在の東京電力高崎支社）に校舎を新築。
- 1878年（明治11年）2月12日 - 第一番高崎小学校と改称。
- 1880年（明治13年）11月5日 - 公立高崎第一小学校・公立高崎第一女児小学校と改称。
- 1885年（明治18年）1月10日 - 西群馬第一小学校・西群馬第一女児小学校と改称。
- 1886年（明治19年）4月1日 - 第三十九学区西群馬第一尋常小学校と改称。
- 1887年（明治20年）3月31日 - 高崎第一尋常小学校（男子）・高崎第二尋常小学校（女子）と改称。
- 1889年（明治22年） - 校舎改築（コの字型の校舎）。同年、第一・第二の両尋常小学校を統合し、高崎尋常小学校と改称。
- 1902年（明治35年）4月1日 - 高崎中央尋常小学校と改称。
- 1908年（明治41年）4月1日 - 高崎中央尋常高等小学校と改称。
- 1923年（大正12年）12月 - 宮元町から、常盤町（現在地）に新校舎を新築移転。なお、工事中に関東大震災（9月1日発生）に遭い、工事遅延となる。
- 1924年（大正13年） - 児童のための雑誌「ときわ」を発刊。
- 1929年（昭和4年） - 講堂完成。
- 1935年（昭和10年）9月26日 - 台風のため並榎地区で鳥川の堤防が切れ、大出水となり床まで浸水した。職員は校門と玄関の間を舟で行き来し、校庭の深さは2メートルに達した。
- 1939年（昭和14年）4月1日 - 高等科が分離・独立し、高崎市中央尋常小学校と改称。
- 1941年（昭和16年）4月1日 - 国民学校令により、高崎中央国民学校と改称。
- 1947年（昭和22年）4月1日 - 新学制により、高崎市立中央小学校と改称。
- 1952年（昭和27年） - 創立80周年記念式典挙行。
- 1955年（昭和30年） - 独自の学校図書館完成。
- 1958年（昭和33年） - 南校舎を改修。
- 1959年（昭和34年） - 学校プールと北校舎を改修。
- 1962年（昭和37年） - 西校舎を解体。同年、放送室の設備を改造。
- 1964年（昭和39年） - 家庭科教室を設置し家庭科指導計画開始。
- 1968年（昭和43年） - 校庭の土盛り工事実施。
- 1970年（昭和45年） - 校庭に運動山設置。同年、校舎改築1期工事が完成。
- 1971年（昭和46年） - 校舎第2期工事（9教室）が完成。
- 1972年（昭和47年） - 校舎第3期工事、校舎第4期工事完了。
- 1973年（昭和48年）11月8日 - 創立100周年記念と校舎の改築完了を記念し、百年祭記念式典が盛大に挙行。
- 1974年（昭和49年） - 百年祭事業の一環として、校舎前に花壇・池・流水実験装置の造成を進めた。クジャク小屋完成。
- 1975年（昭和50年）11月 - プール改築工事開始。
- 1977年（昭和52年） - 旧給食室解体。跡地に学級園造成。図書館への渡り廊下新設。校庭大改修、砂場改修。
- 1978年（昭和53年） - 旧講堂解体、体育館落成し、体育館落成記念庭園新設。
- 1983年（昭和58年） - 開校110年祭記念行事を開催。
- 1985年（昭和60年） - 開校記念日の行事として小運動会を開催。
- 1990年（平成2年） - 校旗・副校旗が授与された。
- 1992年（平成4年） - 木の部屋改築。給食室全面改装。
- 1993年（平成5年） - 校舎内外全面塗装。同年、開校120周年記念式典挙行。
- 1996年（平成8年） - 玄関前に扁額（松浦幸雄高崎市長書）「高崎市立中央小学校」を額上げ。
- 1997年（平成9年） - 一輪車小屋、リサイクルステーションの設置。緑の少年団結成。
- 1998年（平成10年） - 校庭西側高木剪定、体育館屋上の修理完了。
- 2002年（平成14年） - プール落成。
- 2003年（平成15年） - 創立130周年記念式典と校内音楽会を市民文化会館で開催。
- 2004年（平成16年） - 学校支援センター開設。
- 2007年（平成19年） - 新校舎完成し、旧校舎解体。
- 2008年（平成20年） - 新校舎落成記念式典挙行。
- 2013年（平成25年） - 体育館耐震工事。開校140周年記念行事開催。パソコン室パソコン更新。体育館耐震補強工事の実施。体育館用器具庫完成。
- 2014年（平成26年） - 普通教室にエアコン設置。ビオトープ設置。太陽光発電設備設置。
- 2016年（平成28年） - 図書館蔵書のバーコード管理化。
- 2024年（令和6年）2月22日 - 音楽センターにて、開校150周年記念式典挙行[2]。

## 通学区域
- 高崎市
  - 本町（第1）、嘉多町、堰代町、赤坂町、常盤町、歌川町、並榎町（坂下）、上和田町、柳川町、寄合町、四ツ屋町、元紺屋町、新紺屋町、中紺屋町、田町（第1、第2、第3）、白銀町、鞘町、宮元町、連雀町、檜物町、鍛冶町、下横町、高松町[3]

## 進学先中学校
- 進学先は、学区により高崎市立第一中学校 と高崎市立高松中学校の2校に分かれる[4]。なお、高松中学校は市道をはさみ近接している。
  - 高崎市立第一中学校 - 本町、赤坂町、常盤町、歌川町、並榎町（坂下）、上和田町
  - 高崎市立高松中学校 - 嘉多町、堰代町、柳川町、四ツ屋町、寄合町、元紺屋町、新紺屋町、中紺屋町、田町、白銀町、鞘町、宮元町、連雀町、檜物町、鍛冶町、下横町、高松町

## 学校周辺
- 高崎市立高松中学校
- 国道17号線
- 烏川
- 高崎神社
- 恵徳寺
- 群馬県道29号あら町下室田線
- 高崎郵便局
- 高崎市総合保健センター
- 高崎市立中央図書館

## 交通アクセス
- JR東日本上越新幹線・北陸新幹線・高崎線・上越線・信越本線および上信電鉄上信線高崎駅（西口）から、
  - 徒歩約1.6km・約25分。
  - 高崎市内循環バスぐるりん少林山線「豊岡・群馬八幡コース」で11分（逆方向の高崎駅西口行は18分）[5][6]、「常盤町」バス停下車後、徒歩約180m・約3分。
- JR東日本信越本線群馬八幡駅から、高崎市内循環バスぐるりん少林山線「豊岡・群馬八幡コース」で12分（逆方向の群馬八幡駅までは11分）、「常盤町」バス停下車後、徒歩[5][6]。